# 塞巴斯蒂昂·若泽·德卡瓦略-梅洛
塞巴斯蒂昂·若泽·德卡瓦略-梅洛，第一代蓬巴尔侯爵、第一代奥埃拉什子爵（葡萄牙語：Sebastião José de Carvalho e Melo, Marquês de Pombal e Conde de Oeiras；1699年5月13日—1782年5月8日），通称蓬巴尔侯爵（Marquês de Pombal），18世纪葡萄牙政治家、外交家，在1750年至1777年担任葡萄牙王国国务大臣，掌握朝政，权力相当于宰相。至今仍被认为是葡萄牙历史上最具争议性和话题性的人物之一。
蓬巴尔侯爵在1755年里斯本大地震后主持重建工作。他行事果断，表现出出色的智慧和才干，震后重建的新式建筑风格被称为“蓬巴尔风格”。他也因此掌握大权，开启“蓬巴尔改革”。他在经济领域建立商业活动规范和质量标准，奖励工商业，建立起数家商业公司以及主管商业活动的行会；限制并削弱宗教裁判所势力，赶走国王的神职顾问，加强王室权力，同时促进全国世俗化；兴办教育，重建科英布拉大学；废除葡萄牙和葡属印度殖民地的奴隶制。蓬巴尔的改革以理性和启蒙为名义，遍及行政、教育、经济和宗教领域，影响重大而深远。但其统治也遭到不少批评，被认为建基于独裁制度，体现在限制个人自由、压制批评言论、剥削殖民地经济等诸多方面。蓬巴尔侯爵推行反耶稣会的政策，曾勒令所有耶稣会成员离开葡萄牙。

## 生平

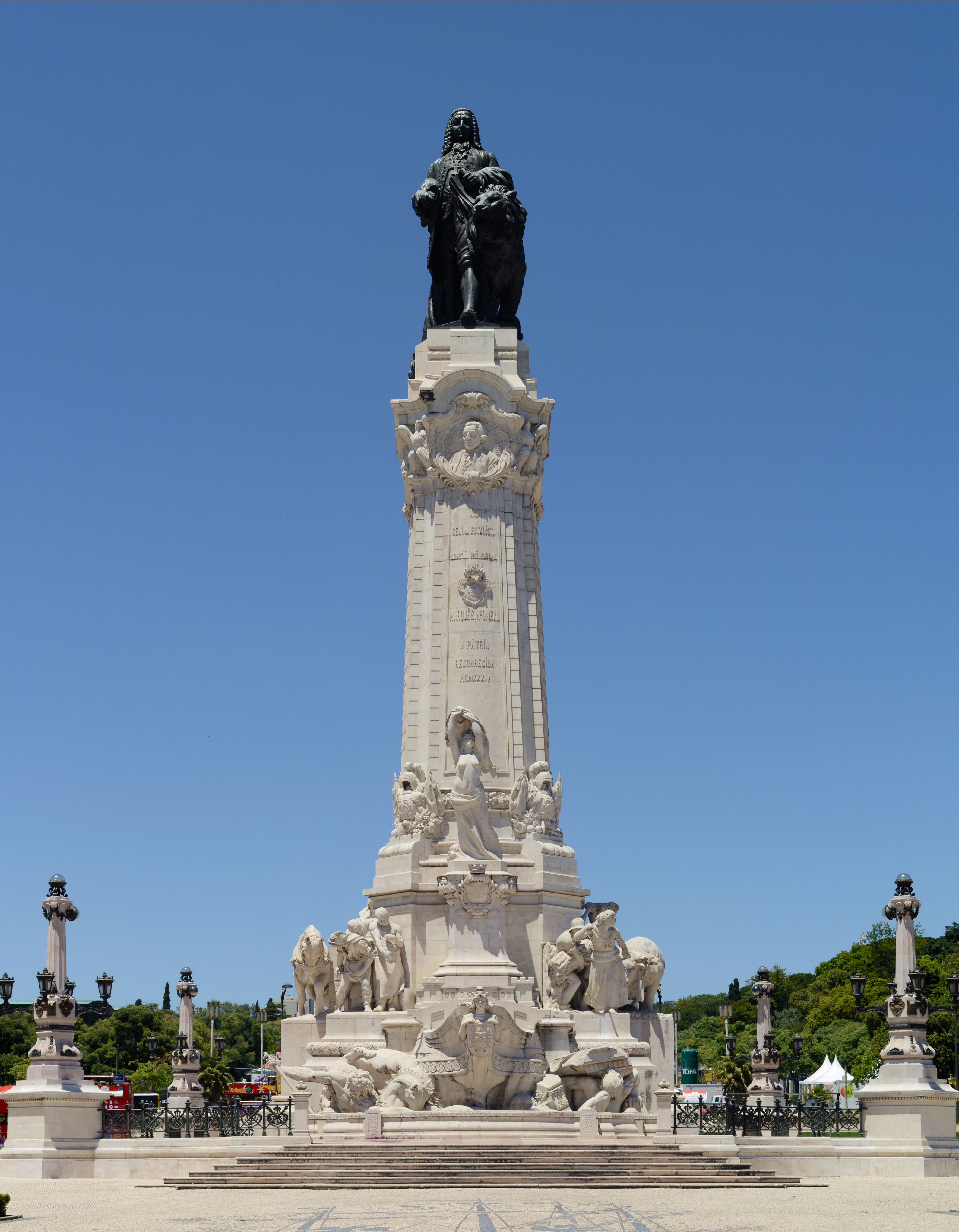
位於里斯本龐巴爾侯爵廣場的紀念碑

蓬巴尔侯爵原名塞巴斯蒂昂·若泽·德卡瓦略-梅洛，出生于里斯本，父亲是地方乡绅，在莱里亚拥有家产。就读于科英布拉大学，曾短暂服役。退伍后移居里斯本，和后来的妻子特蕾莎·德门东萨-阿尔马达相识，双方不顾父母反对而私奔至蓬巴爾成婚。1737年，特蕾莎逝世。
1738年，蓬巴尔侯爵出任葡国驻英国大使。留英期间当选皇家学会院士。1745年，出任葡国驻奥地利大使。蓬巴尔侯爵深受葡国王后玛丽亚·安娜宠爱，她将奥地利陆军元帅利奧波德·約瑟夫·馮·道恩的女儿埃莱奥诺拉·埃内斯蒂娜·冯·道恩嫁给了蓬巴尔侯爵。国王若昂五世不喜蓬巴尔侯爵，于1749年将之撤职。1750年，若昂五世逝世，其子即位成为若泽一世。若泽一世重用蓬巴尔侯爵，依照太后旨意任命其为外交大臣，并逐渐任由其掌握朝政。
1750年起，蓬巴尔侯爵任首席国务大臣。由于留英期间见识到英国经济发达，蓬巴尔侯爵在主政期间推行英国式的经济改革。他废除葡萄牙和葡属印度殖民地的奴隶制，重建葡国陆海两军，废止信仰审判和血统纯正法，终结政府对新基督徒，即皈依基督教的犹太人的歧视。蓬巴尔侯爵为使葡萄牙经济自足、商业繁荣，在经济和财政领域推行改革，拓展巴西殖民地，革除当地封建主，简化殖民地行政。
欧洲进入启蒙时代后，葡国渐渐沦为后进小国，在1750年仅有三百万人口，虽然经济处于稳定状态，但严重依赖巴西殖民地的支持。葡国又由于制造业基础薄弱，亦依赖英国制造业。由于葡国王室花费日渐增长，再加上在南美洲同西班牙人的战事、巴西矿产的枯竭以及1755年里斯本大地震的缘故，发展葡国制造业的需求十分迫切。为此，蓬巴尔侯爵建立了数个商业公司以及主管商业活动的行会，建立商业活动规范和质量标准；划分专门的波特酒产区，设立多罗公司管理，以确保酒质；制订了适用于上层贵族到底层工人的完整、严格的法律，建立了审查制度完善的国家税收系统。这项改革也令他失去贵族支持，被贵族视为损害自身利益的暴发户。
1755年里斯本大地震，里斯本城区被震灾以及随后的海啸和火灾夷为平地，蓬巴尔侯爵幸运生还，主持重建工作，留下名言“现在该怎么办？埋葬死者，关心生者。”尽管死伤惨重，里斯本并未爆发瘟疫，并在一年内便完成了初步重建。里斯本市中心的新式设计特别采用了抗震工艺，而新建的建筑物都要经过模拟实验的检验，通过军队的大规模行军模拟地震。蓬巴尔时代的建筑和广场，至今仍为里斯本的旅游景点之一。蓬巴尔侯爵在全国各地进行的调查资料对于地震学亦拥有特殊贡献。蓬巴尔侯爵调查地震原因和后果、进行客观科学描述的行为空前绝后，他因此被认为是现代地震学的先驱。
大地震之后，蓬巴尔侯爵获得更大实权，成为一名强势而进步的独裁者。反对他的势力亦越发壮大，其与贵族的争端亦愈加频繁。1758年若泽一世在一次刺杀中生还，随之而来的快速审判将涉案的塔沃拉家族和阿韦罗公爵处死。蓬巴尔侯爵起诉了所有疑似涉案者，妇人及儿童亦未能幸免，他得以排除异己。1759年，若泽一世封他为奥埃拉什伯爵。同年，他取缔葡国耶稣会，勒令所有耶稣会成员离开葡萄牙，并没收耶稣会财产；同时，开办大量世俗学校，引入职业培训系统，改革科英布拉大学，设立数学和自然科学系，并制定新税项以支持改革。

## 失勢與死亡

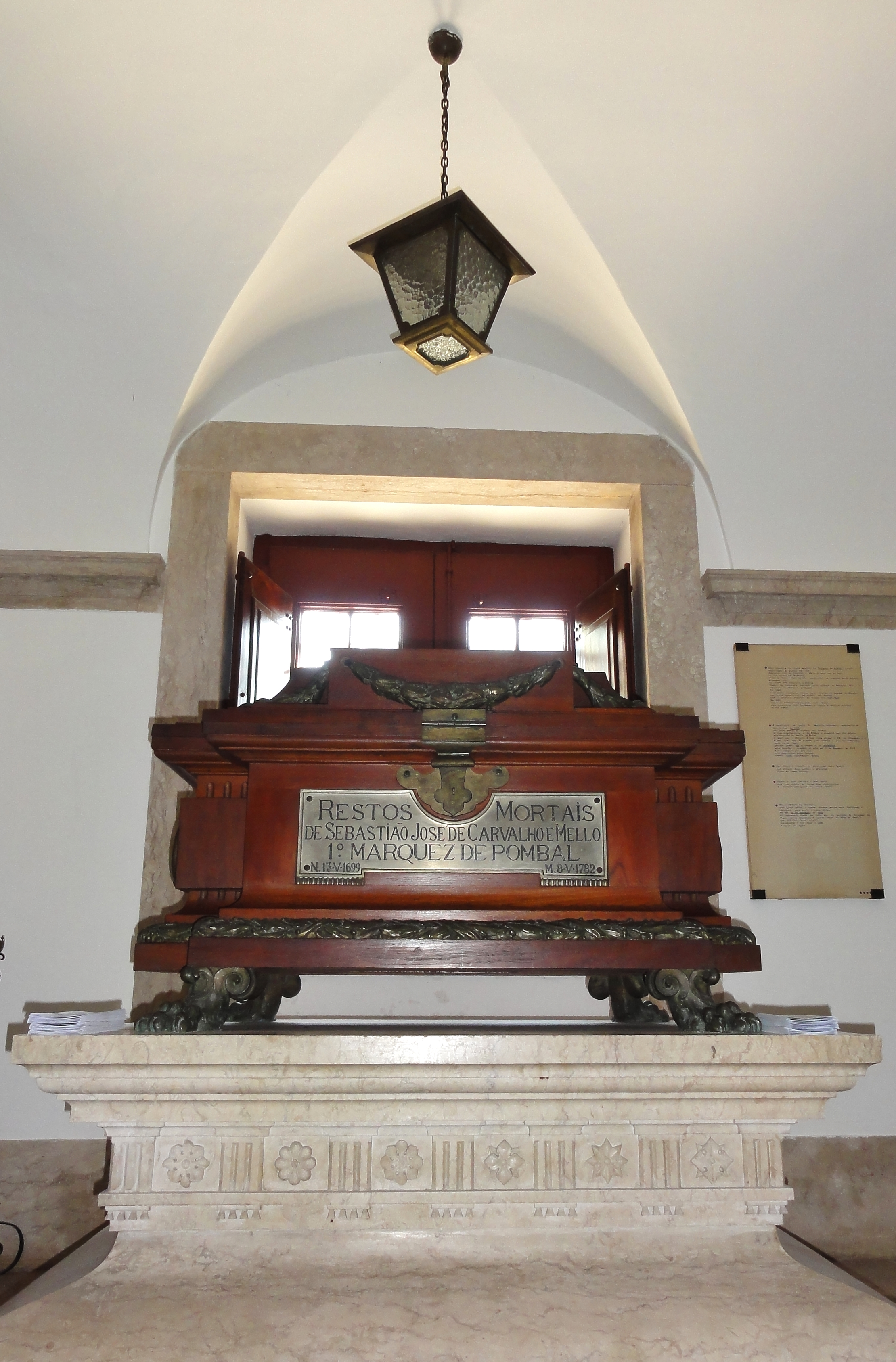
龐巴爾侯爵陵墓

1762年，葡国卷入七年战争，遭西班牙入侵。蓬巴尔侯爵联系英国，获英军援助，击退西军入侵。1763年，双方停火，决定维持原状。1770年被封为蓬巴尔侯爵。1779年，若泽一世驾崩。即位的女王玛丽亚一世不满于他的专政以及对塔沃拉家族事件的強硬處理，撤销了他的职务。1782年，蓬巴尔侯爵死于自家住宅。作为一名在当时极具争议的人物，他的贡献仍被后世纪念。里斯本市其中一处最为繁忙的广场和地铁站以他命名，广场上亦建有纪念雕像。

### 书目
- Alden, Dauril. Royal Government in Colonial Brazil with Special Reference to the Administration of the Marquês of Lavradio, Viceroy, 1769–1779, University of California Press, 1968; Pombal's colonial policy.
- Azevedo, J. Lúcio de. O Marquês de Pombal e a sua Época, Anuário do Brasil, 1922.
- Carnota, John Smith Athelstane, Conde da. Memoirs of the Marquis of Pombal; with Extracts from his Writings, and from Despatches in the State Paper Office, Never Before Published, Vol. 2, Longman, Brown, Green, and Longmans, 1843.
- Cheke, Marcus. Dictator of Portugal: A Life of the Marquês of Pombal, 1699–1782, 1938 [reprinted 1969]. This book is the standard biography in English.
- Maxwell, Kenneth. Pombal – Paradox of the Enlightenment, Cambridge, 1995.
- Bomura Maciel, Lizete Shizue & Neto, Alexandre Shigunov. "Brazilian Education in the Pombaline Period: A Historical Analysis of the Pombaline Teaching Reforms," （页面存档备份，存于） Educ. Pesqui. V.32, Nº.3, set./dez. 2006.
- Pombal, Sebastião José de Carvalho e Melo, Marquês de. （页面存档备份，存于） Cartas e outras obras selectas do Marquez de Pombal [selection], 1775–1780.
- Moore, George. Lives of Cardinal Alberoni, the Duke of Ripperda, and Marquis of Pombal, Three Distinguished Political Adventurers of the Last Century, J. Rodwell, 1814.
- Prestage, Edgar. ed. Catholic Encyclopedia, 1911: Marquis de Pombal （页面存档备份，存于）
- Chisholm, Hugh (编). .  (第11版). London: Cambridge University Press. 1911.